# Notario apostólico
El notario apostólico era la persona pública que daba fe o autentificaba los documentos y tenía a su cargo la escrituración de las actuaciones civiles, criminales, económicas y patrimoniales de una diócesis eclesiástica. Originados ya en el siglo iii, a semejanza de las instituciones civiles vigentes en el Imperio romano, tenían el carácter de notarios públicos, pero con designación papal, por lo que también eran conocidos como notarios papales o pontificios. Desde tiempos de Graciano, al extenderse la jurisdicción episcopal, según recogían las decretales, a todo tipo de negocios civiles en los que intervenía el juramento (matrimonio, cartas de dote, testamentos...) los notarios eclesiásticos extendieron también sus competencias a todos esos ámbitos y, finalmente, cualquier causa en la que interviniese un notario pontificio acabó siendo reputada como comprendida dentro del ámbito eclesiástico. El primero de ellos, el primicerius, ocupaba un lugar destacado en la cancillería pontificia y formaba parte del gobierno de la Iglesia con sede vacante.
En España comenzaron a actuar en el siglo xiv y podían ser designados por el mismo papa o por su legado. Debían pertenecer al estamento eclesiástico, pero –a diferencia de los notarios episcopales- no podían ser sacerdotes consagrados, pues el derecho canónico prohíbe a los clérigos actuar como escribientes, y someterse a un examen. En este caso no necesariamente quedaban adscritos a una diócesis, al contrario de lo que ocurría cuando el notario apostólico era nombrado por un obispo por delegación papal.
En la Edad Moderna, al quedar definitivamente deslindadas las competencias de los notarios públicos eclesiásticos y los de nombramiento real o concejil, el notario eclesiástico perdió mucho del poder acumulado en siglos anteriores. Así, por ejemplo, al crearse el oficio en Granada, tras la conquista por los Reyes Católicos, al notario apostólico de su catedral se le asignó un sueldo de diez mil maravedíes anuales, por debajo del que percibían el sacristán y el campanero y al mismo nivel del organista. El Concilio de Trento, por su parte, colocó a los notarios apostólicos bajo la autoridad de los obispos, incluidos los notarios laicos de designación papal, a los que podían prohibir actuar en causas eclesiásticas y trabajar en ámbitos religiosos. También el Concilio validó y generalizó lo que venía siendo una práctica extendida, por la que se privilegiaba a los dominicos como examinadores para los nombramientos.
Cortes y reyes dictaron también normas tratando de controlar precisamente a los notarios eclesiásticos de nombramiento papal que, por no estar incardinados en una diócesis y sujetos a un obispo, actuaban con notoria libertad y eran acusados de muchos abusos. Felipe II dictó medidas con ese objetivo, imponiéndoles, entre otras obligaciones, el conocimiento del latín, inscribirse en un libro de matrícula, o llevar sus registros en orden y en libros encuadernados, e imponía penas que podían llegar a los diez años de galeras a los infractores, aunque la eficacia de tales medidas siempre fue limitada.
Pedro Rodríguez de Campomanes, fiscal del Consejo de Castilla, atendiendo a las quejas que le llegaban —incluso de procedencia episcopal— por su elevado número y las irregularidades en que incurrían, constató que solo en Castilla y León y aún a falta de tres de sus diócesis y muchas abadías y prioratos, había 8790 notarios apostólicos, lo que determinó la publicación de la real cédula de 18 de enero de 1770 por la que se obligaba a los notarios eclesiásticos a examinarse en el Consejo de escribanos reales y obtener el fiat de la notaría del reino, se rechazaban los nombramientos que llegasen de Roma o los que designase el nuncio y únicamente se admitía, para las causas criminales en las que estuviese implicado un eclesiástico, el nombramiento de un notario ordenado sacerdote sin nombramiento de notario con ejercicio en el reino.